# X boarder (niveau)
L' X boarder est une épreuve chronométrée de  snowboard de l'École du ski français. 

## Tracé
L'X boarder (abréviation XB) est un parcours technique de snowboard, balisé par des portes constituées de 2 piquets reliés par une banderole triangulaire. Il se déroule sur une piste de Boardercross qui comprend des  whoops, tables et virages relevés sur une pente d’environ 15° et de 700 m de long.
Les parcours du X boarder sont identiques à ceux du Skiercross.

## Calcul des performances
L'ouvreur, un moniteur ESF habilité, réalise un temps de référence. Ce moniteur possède un classement en points (déterminé lors du challenge national des moniteurs), appelé handicap, qui indique son niveau par rapport au niveau international.
On soustrait de ce temps de référence, un pourcentage égal au handicap de l'ouvreur pour obtenir le temps de base.
Pour chaque compétiteur, on calcule la différence entre le temps réalisé et le temps de base, exprimé en pourcentage du temps de base.
On applique le barème ci-après pour déterminer le test obtenu, en fonction de ce pourcentage : 
Barème en vigueur, (depuis avant 2012) :
- Moins de 17 % : X boarder d'Or
- Entre 17,01 et 30 % : X boarder de Vermeil
- Entre 30,01 et 45 % : X boarder d'Argent
- Entre 45,01 et 60 % : X boarder de Bronze

## Insignes
Pour chaque niveau obtenu, l'ESF délivre un insigne. L'insigne du X border n'a connu qu'une seule version depuis sa création,.
Il a la forme d'un snowboard vertical en haut duquel se  trouve le sigle bleu-blanc-rouge de l'ESF. La mention "X boarder" est placée en bas, alors que le niveau "Bronze", "Argent", "Vermeil" ou " Or" est gravé verticalement sur la droite. La couleur du métal de l'insigne rappelle aussi le niveau obtenu.